# Reina Sofía (F-84)
La Reina Sofía (F-84) es una fragata de la Armada Española de Clase Santa María, cuarta de su clase y que originariamente iba a recibir el nombre de América, pero finalmente se optó por el de Reina Sofía en honor a la entonces reina consorte de España.

## Diseño y construcción

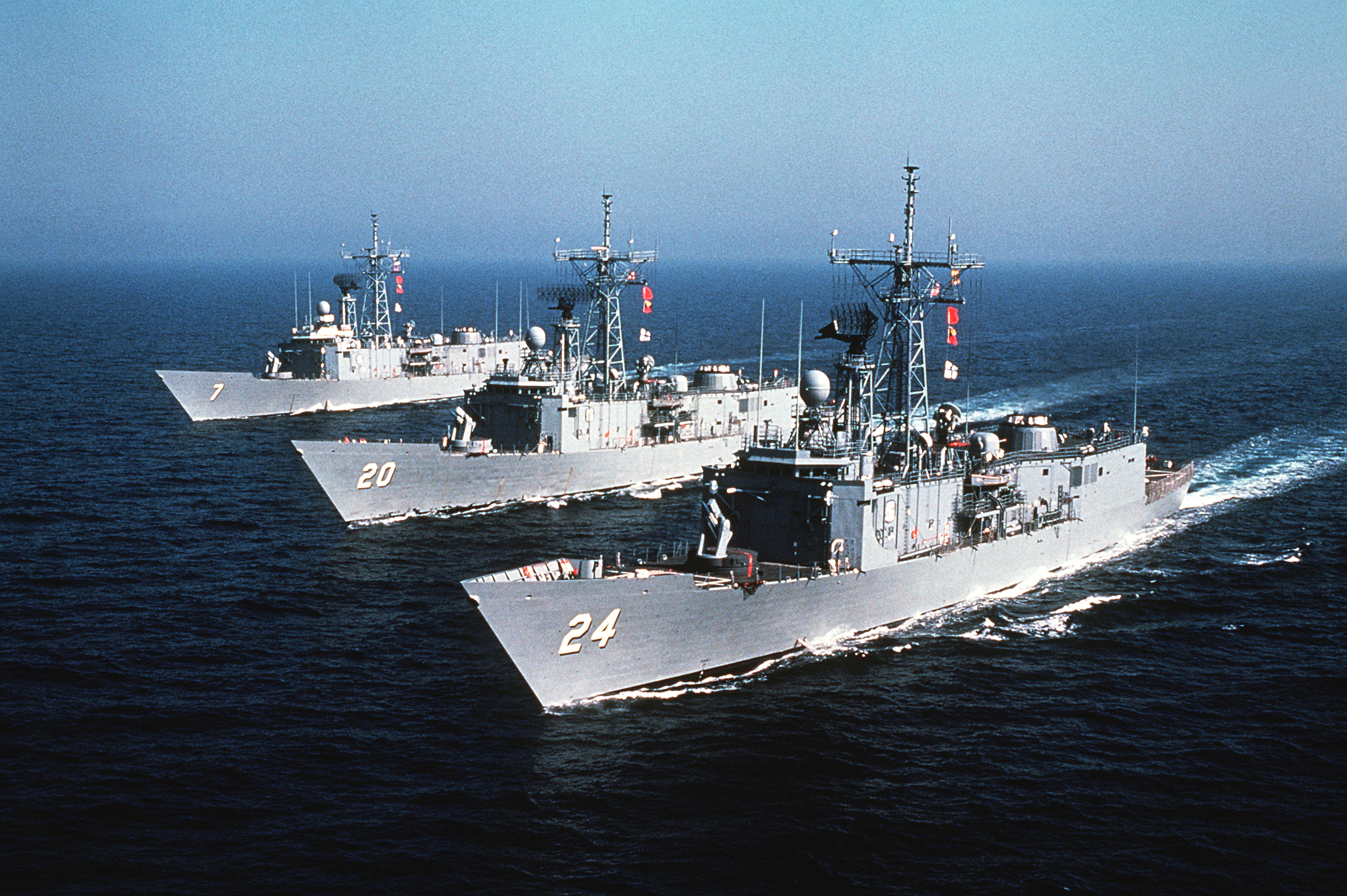
Tres fragatas estadounidenses de la clase Oliver Hazard Perry en la que se basó el diseño de la clase Santa María. Los buques son el USS Oliver Hazard Perry (FFG-7), el USS Antrim (FFG-20) y el USS Jack Williams (FFG-24). Imagen de 1982.

La clase Santa María parte de la clase Oliver Hazard Perry, que ha sido quizá la clase más numerosa construida después de la Segunda Guerra Mundial. Debía reemplazar a las naves de la clase Knox (en España, clase Baleares).
Estos barcos están reforzados con aluminio en los depósitos de municiones, con acero en la zona que alberga los motores y con kevlar en las estaciones electrónicas y de mando. Como defensas dispone de un sistema de tiro holandés Mk 92 que puede lanzar y guiar un solo misil (a lo sumo dos si es contra el mismo blanco). Además dispone de un cañón de 76 mm de tiro rápido y de un sistema antimisiles Meroka de 20 mm. Con esta configuración, la fragata estaba principalmente destinada a la lucha antiaérea y antibuque (en forma de misiles Harpoon); para la lucha antisubmarina se la dotó de un sonar remolcado tipo TACTAS y dos hangares para transportar sendos helicópteros medios SH-60 Seahawk.
Estas fragatas fueron muy populares y se exportaron o fabricaron en países como Australia, Turquía o Taiwán. En el caso español se comprobó que no eran necesarios dos hangares para helicópteros, pues solían llevar un solo aparato. Por este motivo, las Álvaro de Bazán llevan una sola puerta, destinando el espacio sobrante a otros fines.
Forma parte de la 41.ª Escuadrilla de Escoltas junto con las otras 5 fragatas de su misma clase. Con esta escuadrilla, desde 1988 con el Portaaviones Príncipe de Asturias y otras unidades navales según configuración estuvo integrada en el llamado grupo alfa de la armada española, hasta la disolución del mismo en 2002, dependiendo desde entonces de forma directa del almirante de la flota. Su puerto base es la Base Naval de Rota.

## Historial

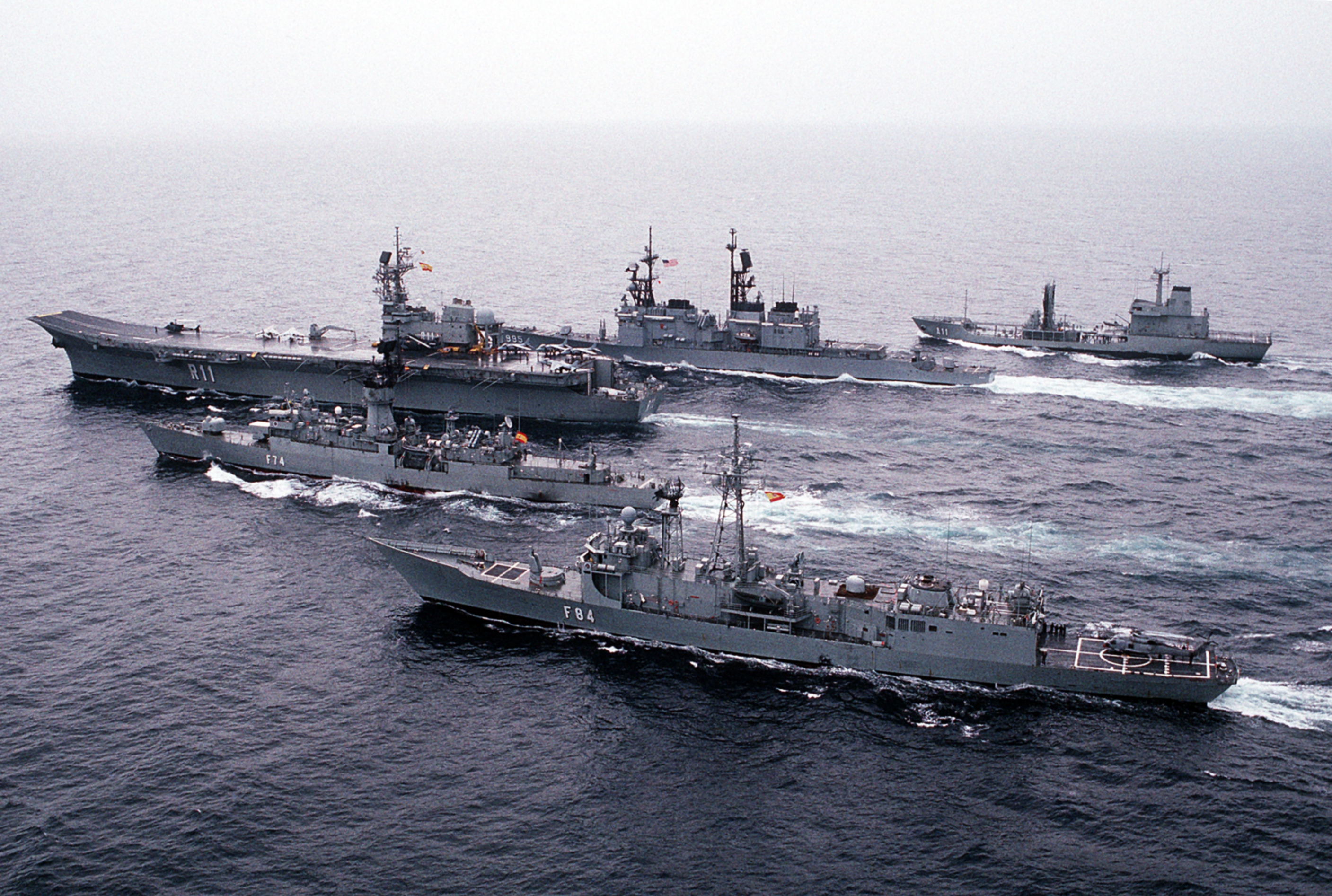
El destructor lanzamisiles estadounidense USS Scott (DDG-995), segundo de la formación, junto a cuatro buques españoles: el petrolero de flota Marqués de la Ensenada (A-11), el portaaviones Príncipe de Asturias (R-11), y fragatas Asturias (F-74) y Reina Sofía (F-84). Año 1992.

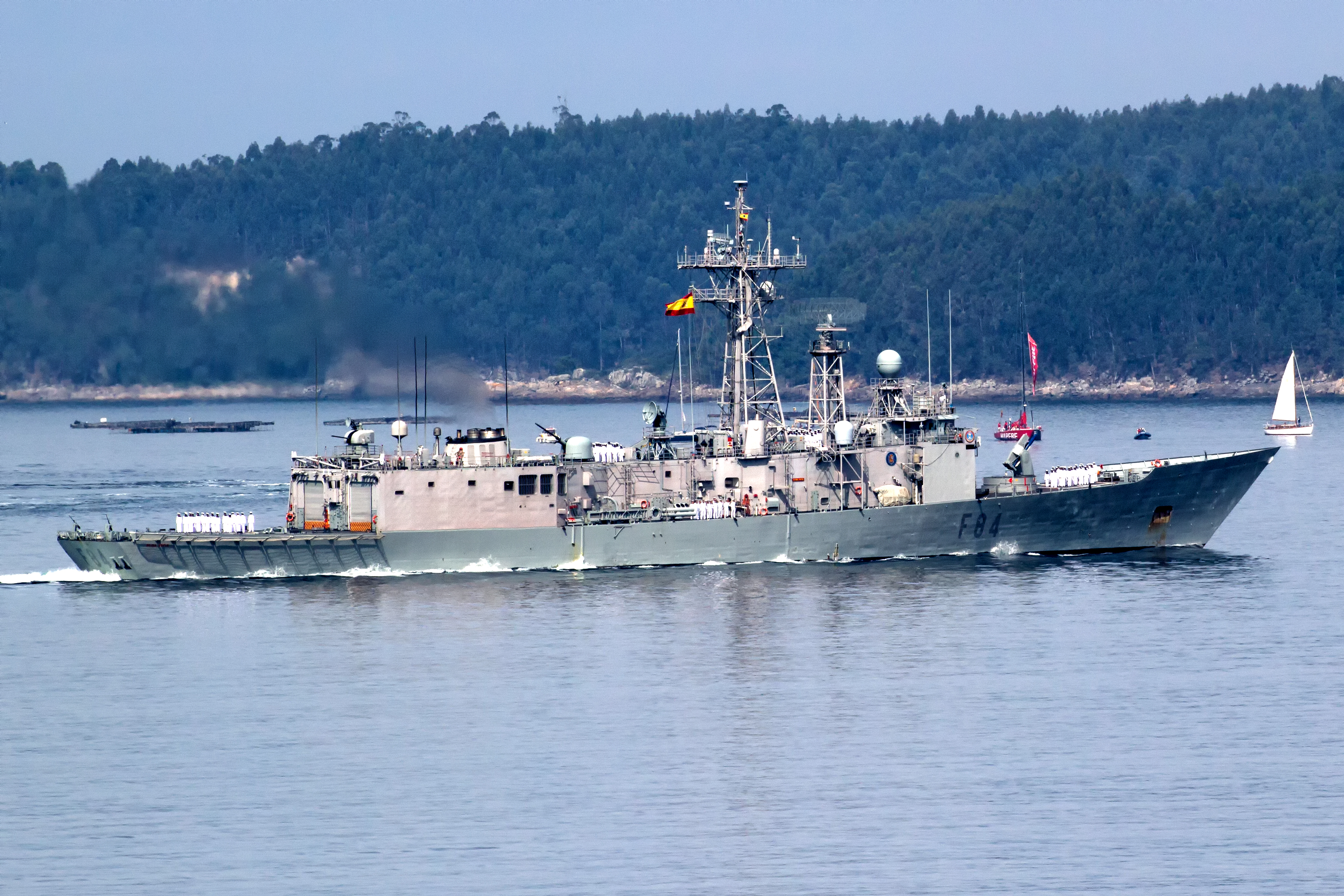
El Reina Sofía navegando en 2017.

En 2003, estuvo destacada en el golfo Pérsico junto con el petrolero de flota (AOR) Marqués de la Ensenada (A-11) En este despliegue, se encargó además de escoltar al Galicia hasta el puerto iraquí de Um Kasar durante la invasión de Irak de 2003, donde este procedió a la instalación de un hospital de campaña que atendía tanto a heridos en el combate como a refugiados civiles.
En noviembre de 2005, rescató a 31 inmigrantes ilegales de una patera en el Golfo de Cádiz a 50 millas de Cádiz
El 22 de marzo de 2012, zarpó desde su base en Rota para incorporarse por primera vez a la operación Atalanta de lucha contra la piratería en aguas de Somalia, donde relevó al Patiño. El 14 de abril de 2012, asaltó por orden del comandante de la operación Atalanta una embarcación tipo dhow con bandera de Yemen sospechosa de cometer actos de piratería, encontrando que la tripulación del citado barco, llevaba un mes secuestrada por los 16 piratas que se encontraban a bordo. Tras liberar a los tripulantes, estos pusieeron rumbo a Yemen, mientras que los piratas, fueron entregados en la costa de Somalia.
La fragata retornó a su base en Rota el 31 de agosto de 2012 tras recorrer 33 800 mn en 140 singladuras, en las que realizó un total de 3 abordajes, 13 aproximaciones amistosas, 3 escoltas de buques del Programa Mundial de Alimentos y 3 colaboraciones con armadas de la zona.
El 15 de octubre de 2014 zarpó de su base en Rota para integrarse en la agrupación naval permanente de la OTAN en el Mediterráneo 2 (SNMG-2), Encuadrada en esta unidad, participó en aguas de Cartagena el ejercicio de la OTAN Noble Mariner-14 junto a otros 24 buques de superficie, 6 submarinos de 16 países. Retornó a su base el 2 de diciembre de 2014, tras dar por finalizada su participación en dicha agrupación naval.
El 24 de mayo quedó integrada en la operación Sophia, en la cual a comienzos de julio de 2016 y en menos de 48 horas, rescató a un total de 1252 inmigrantes frente a las costas de Libia. El 13 de julio rescató a otras 120 personas. y el 23 del mismo mes a otras 362 personas, deteniendo en esta ocasión a dos traficantes de personas que fueron entregados a las autoridades italianas. A principios de agosto consiguió rescatar a otras 397 personas, a 1048 el 30 de agosto. y a 419 el 10 de septiembre, en una jornada en la que se rescataron en total a 2300 personas.
El 28 de septiembre, tras ser relevada por la Navarra, regresó a su base en Rota tras un despliegue de cuatro meses en los que rescató en total directamente a 3762 personas y colaboró en el rescate de otras 1136.
Desde el 2 de octubre de 2020 hasta el 27 de febrero de 2021 estuvo desplegada en la operación Atalanta de la Unión Europea de lucha contra la piratería en aguas del Golfo de Adén y Somalia. Ante la pandemia de COVID-19 la dotación y fuerzas embarcadas tuvieron que permanecer a bordo sin pisar tierra durante los cinco meses de despliegue.

### Buques de la clase
- Santa María
- Victoria
- Numancia
- Navarra
- Canarias

### Buques similares
- Clase Oliver Hazard Perry
- Clase Adelaida
- Clase Cheng Kung